# Julio Alberto Pérez Cuapio
Julio Alberto Pérez Cuapio (Tlaxcala de Xicohténcatl, 30 luglio 1977) è un ex ciclista su strada messicano.
Professionista dal 2000 al 2010, conta tre vittorie di tappa al Giro d'Italia, corsa in cui si aggiudicò anche la classifica scalatori.

## Carriera
È passato fra i professionisti nel 2000, dopo aver vinto sette gare fra i dilettanti nella stagione precedente, con la squadra Ceramiche Panaria-Fiordo, mostrando subito ottime doti di scalatore puro, conquistando una tappa al Tour de Langkawi (chiuso al secondo posto con la maglia di miglior scalatore) e una al Trofeo dello Scalatore.
Nel 2001 si impose all'attenzione generale conquistando una tappa del Giro d'Italia, con arrivo in salita sul Passo Pordoi. L'anno successivo, la sua stagione migliore, vinse in solitaria altre due tappe al Giro d'Italia, l'arrivo sui Monti della Laga e quello a Corvara in Badia, entrambi con il traguardo posto in quota (ha sempre sofferto gli arrivi non in salita, a causa della scarsa abilità nel disegnare le curve in discesa che lo ha portato spesso a cadere), e ottenne anche la maglia verde di migliore scalatore. Si piazzò anche secondo al Giro del Trentino, alle spalle di Francesco Casagrande, ma battendo ciclisti di valore come Gilberto Simoni e Stefano Garzelli.
Dopo questi importanti successi che lo lanciarono sulla scena internazionale, faticò molto a confermarsi, ottenendo successi solo in gare di secondo piano come la Settimana Ciclistica Lombarda (una tappa e la classifica generale e degli scalatori nel 2003) e il Brixia Tour (una tappa e la classifica degli scalatori nel 2004, sesto nella classifica generale) e piazzandosi saltuariamente nei primi dieci posti nelle tappe più impegnative del Giro d'Italia, rischiando anche a causa degli scarsi risultati di venire licenziato dalla sua squadra.
Nel 2005 è tornato a imporsi su traguardi di un certo livello, conquistando la classifica generale del Giro del Trentino pur senza vincere nessuna tappa davanti al russo Evgeni Petrov, ma non è riuscito ad ottenere continuità di risultati, fallendo completamente l'appuntamento centrale della sua stagione, nella corsa rosa. Nel 2006, dopo essere stato costretto a causa dei risultati mediocri ad accettare un contratto al minimo di stipendio, ha ottenuto discreti piazzamenti nelle frazioni di montagna Giro d'Italia entrando quattro volte nei primi dieci e ottenendo come miglior risultato un 5º posto nella tappa con arrivo sul Passo Furcia, senza tuttavia riuscire mai a trovare il colpo vincente.
Nonostante la sua forza in salita non è mai riuscito ad ottenere piazzamenti di rilievo nelle classifiche generali delle grandi corse a tappe (miglior piazzamento il diciannovesimo posto ottenuto nel Giro d'Italia 2002), a causa della sua debolezza nelle prove a cronometro, all'incapacità di ottenere risultati costanti nell'arco delle tre settimane e ad una condotta di vita non proprio irreprensibile durante il periodo degli allenamenti invernali di preparazione alle corse.
Dopo essere stato in forza nella squadra messicana Canel's Turbo Mayordomo, ha annunciato il suo ritiro dalle corse nel marzo 2011.

## Palmarès
- 1999

Gara Ciclistica Milionaria di Montappone
- 2000

10ª tappa Tour de Langkawi (Kuala Lumpur > Genting Highlands)
2ª prova Trofeo dello Scalatore
- 2001

13ª tappa Giro d'Italia (Montebelluna > Passo Pordoi)
- 2002

13ª tappa Giro d'Italia (Chieti > San Giacomo)
16ª tappa Giro d'Italia (Conegliano > Corvara in Badia)
- 2003

2ª tappa Settimana Ciclistica Lombarda (Almenno > Roncola, cronometro)
Classifica generale Settimana Ciclistica Lombarda
- 2004

2ª tappa, 1ª semitappa Brixia Tour (Valpalot di Pisogne)
- 2005

Classifica generale Giro del Trentino
- 2008

14ª tappa Vuelta Ciclista a Costa Rica

### Altri successi
- 2000

Classifica scalatori Tour de Langkawi
- 2002

Classifica scalatori Giro d'Italia
- 2003

Classifica scalatori Settimana Ciclistica Lombarda
- 2004

Classifica scalatori Brixia Tour

## Piazzamenti

### Grandi giri
- Giro d'Italia

2000: ritirato (8ª tappa)
2001: 45º
2002: 19º
2003: ritirato (18ª tappa)
2004: 33º
2005: 95º
2006: 42º
2007: 40º
2008: 76º
- Vuelta a España

2001: 80º

### Competizioni mondiali
- Campionati del mondo su strada

Lisbona 2001 - In linea: ritirato
Verona 2004 - In linea: ritirato
Salisburgo 2006 - In linea: ritirato